# Thamnodynastes gambotensis
Thamnodynastes gambotensis är en ormart som beskrevs av Pérez-Santos och Moreno, 1989. Thamnodynastes gambotensis ingår i släktet Thamnodynastes och familjen snokar. Inga underarter finns listade i Catalogue of Life.
Denna orm förekommer i norra Colombia. Arten lever i låglandet och i kulliga områden upp till 200 meter över havet. Den vistas i områden som liknar marskland och på fuktiga betesmarker. Thamnodynastes gambotensis simmar ofta. Honor lägger inga ägg utan föder levande ungar.
För beståndet är inga hot kända. Hela populationen anses vara stabil. IUCN listar arten som livskraftig (LC).